# Mot nya världar
Mot nya världar (engelska: Childhood's End) är en science fiction-roman av Arthur C Clarke, utgiven år 1953.

## Handling
Romanen börjar med att den första bemannade resan mot Månen just ska avgå. Då dyker en flotta av enorma utomjordiska rymdfarkoster plötsligt upp över himlen. Utomjordingarna tar kontakt och tar hand om Jorden; deras intelligens uppskattas till ungefär 100 gånger människans. En människa smyger så småningom in i en av utomjordingarnas transportfarkoster och blir borta i 80 år. När han återvänder får han bevittna Jordens undergång.

## Bakgrund
Arthur C. Clarke skall ha blivit inspirerad till berättelsen efter att han en sommardag år 1941, under andra världskriget, såg spärrballonger flyga över London.